# Kamalutdin Achmedov
Kamalutdin Magomedrasulovič Achmedov (in russo Камалутдин Магомедрасулович Ахмедов?; Machačkala, 14 aprile 1986) è un ex calciatore russo, di ruolo difensore.